# Malovičky
Malovičky (dříve také Dolní Malovice, Malé Malovice) jsou malá vesnice, část obce Malovice v okrese Prachatice v Jihočeském kraji. Nachází se asi jeden kilometr severovýchodně od Malovic. Nedaleko prochází železniční trať Dívčice–Netolice. Je zde evidováno 47 adres. V roce 2011 zde trvale žilo 111 obyvatel.
Malovičky jsou také název katastrálního území o rozloze 4,18 km².

## Historie
První písemná zmínka o vesnici pochází z roku 1315.

## Obyvatelstvo
| Rok            | 1869 | 1880 | 1890 | 1900 | 1910 | 1921 | 1930 | 1950 | 1961 | 1970 | 1980 | 1991 | 2001 | 2011 | 2021 |
| -------------- | ---- | ---- | ---- | ---- | ---- | ---- | ---- | ---- | ---- | ---- | ---- | ---- | ---- | ---- | ---- |
| Počet obyvatel | 255  | 270  | 231  | 238  | 243  | 217  | 211  | 187  | 161  | 130  | 101  | 94   | 122  | 111  | 114  |
| Počet domů     | 45   | 47   | 52   | 51   | 50   | 46   | 49   | 43   | 41   | 39   | 33   | 39   | 45   | 47   | 50   |

## Obecní správa
Při sčítání lidu v letech 1850–1963 Malovičky byly samostatnou obcí, se kterým patřily nejprve do okresu Prachatice, ale v roce 1950 v okrese Vodňany. Od roku 1964 jsou částí obce Malovice v okrese Prachatice.